# Vimblanc
Vimblanc is een witte likeurwijn uit de streken met de herkomstbenaming DO Montsant en DO Tarragona in het zuidwesten van Catalonië in de vallei van de Ebre. De naam is een lokale verbastering van het Catalaanse vi blanc voor witte wijn.
Vroeger gebruikte men de druivenvariëteit Grenache, maar tegenwoordig meer Macabeo of Pedro Ximenes. De druiven worden heel rijp geplukt en drogen daarna nog een tiental dagen in de zon, waardoor het suikergehalte nog verhoogt. Met de most wordt een jonge wijn met een natuurlijk alcoholgehalte van ten minste 11% volumeprocent gemaakt. Hij gist daarna minstens nog een jaar in eiken vaten, zonder toevoeging van alcohol. Door een natuurlijk verdampingsproces verhoogt het alcoholgehalte tot 15% à 18% volumeprocent.
Historisch gezien komt de wijnstijl uit de comarca Priorat. Kartuizermonniken zouden hem in de Ribera d'Ebre ingevoerd hebben. Tot in het begin van jaren tachtig van de vorige eeuw was het de populaire feestwijn die in de streek rond de gemeente Vinebre bij het dessert geschonken werd. Elke huis had zo zijn eigen recept. Het vakmanschap was bijna verloren gegaan tot het wijngoed Molí de Rué opnieuw met de traditie aanknoopte in het begin van deze eeuw. Na een vijftal jaren experimenteren was in 2012 de eerste cuvée klaar voor de verkoop. Sedertdien kent die bijna vergeten wijnsoort een ware wedergeboorte. In 2019 kreeg het wijngoed Molí de Rué de "Vinari-prijs voor traditionele Catalaanse wijn” als erkenning voor het baanbrekende werk voor de terugkeer van de vimblanc.
Andere wijnhuizen volgden en in oktober 2017 werd in Vinebre het eerste “Festa del Vimblanc” georganiseerd met ondertussen dertien wijnboeren die de “nieuwe oude” wijn produceren. Dat wijnfestival was in 2019 al aan zijn derde editie.